# Friedrich Schaller
Friedrich Schaller (ur. 30 sierpnia 1920 w Gleismuthhausen w Górnej Frankonii, zm. 5 maja 2018 w Wiedniu) – zoolog.

## Życiorys
Był synem nauczyciela szkoły podstawowej Nikolausa Schallera i Dorothei. Większość młodych lat spędził w Rothmannsthal. Po ukończeniu Franz-Ludwig-Gymnasium w Bambergu studiował zoologię na Uniwersytecie Wiedeńskim (1939-1944), koncentrując się na biologii, antropologii, paleontologii i gleboznawstwie. Następnie został asystentem naukowym na Uniwersytecie Philippsa w Marburgu, a w latach 1947–1957 był profesorem nadzwyczajnym Uniwersytetu Jana Gutenberga w Moguncji. W 1950 roku obronił pracę habilitacyjną na temat ekologii skoczogonków na terenie rezerwatu Großer Sand. Osiem lat później przyjął nominację na stanowisko profesora zwyczajnego Uniwersytetu Technicznego w Braunszwiku oraz dyrektora tamtejszego instytutu i muzeum. W 1968 roku objął stanowisko profesora zwyczajnego i kierownika 1. Instytutu Zoologicznego Uniwersytetu Wiedeńskiego. Na emeryturę przeszedł w roku 1987.

## Dorobek naukowy[1]
Friedrich Schaller był prezesem Stowarzyszenia Biologów Niemieckich (Verband Deutscher Biologen) od 1962 do 1968 oraz prezesem Niemieckiego Towarzystwa Zoologicznego (Deutsche Zoologische Gesellschaft) w latach 1970–1973. Przez osiem lat był także recenzentem Niemieckiej Wspólnoty Badawczej (Deutsche Forschungsgemeinschaft).
Jego głównymi obszarami badawczymi były: zoologia glebowa i etologia zwierząt glebowych – zwłaszcza skoczogonków. Prowadził też badania ekologiczne w tropikach Ameryki Południowej – zwłaszcza w Amazonii i Sudanie – na zwierzętach glebowych i rybach.
Stworzył około 200 artykułów i rozdziałów w książkach na temat bioakustyki ciem i ryb amazońskich, krytyki języka i terminologii biologicznej, a także zagadnień współczesnej biologii oraz jej historii. Był współredaktorem lub redaktorem branżowych czasopism (Oecologia, Zoologe, Zoologica).

## Nagrody i wyróżnienia
- 1964 – członek zwyczajny Towarzystwa Naukowego Brunszwiku (Braunschweigische Wissenschaftliche Gesellschaft(inne języki))
- 1987 – doktor honoris causa Uniwersytetu w Ulm
- 1993 – Medal Fabriciusa Niemieckiego Towarzystwa Entomologii Ogólnej i Stosowanej (niem. skr. DGaaE)
- 1993 – członek korespondent Austriackiej Akademii Nauk
- 1995 – Medal Gregora J. Mendla Czeskiej Akademii Nauk
- 1998 – Nagroda im. Ernsta Jüngera w dziedzinie entomologii Badenii-Wirtembergii[3]

## Publikacje
- Zur Ökologie der Collembolen des Mainzer Sandes. Jena 1951 – rozprawa habilitacyjna
- Die Unterwelt des Tierreiches. Kleine Biologie der Bodentiere. Berlin, Göttingen und Heidelberg 1962 – o biologii zwierząt glebowych
- Collembola (Springschwänze), [w:] Arthropoda, 2. Insecta, vol 12, cz. 2, Spezielles. 1970, s. 72 – o skoczogonkach
- wydawca: Zoologica. Originalabhandlungen aus dem Gesamtgebiet der Zoologie. Stuttgart 1975
- Auf Weltbild(er)suche. Gedanken eines Mitteleuropäers über die Möglichkeiten, zu einem „Weltbild” zu kommen. Linz 2004 – światopogląd

Wyniki niektórych badań Schallera zostały opisane w wydanej w Polsce książce Świat zmysłów autorstwa Vitusa Dröschera (Wiedza Powszechna 1971, tł. Bożena Witkowska).